# 3C 61.1
3C 61.1 là một thiên hà Seyfert trong chòm sao Tiên Vương.